# Joseph Mazilier
Joseph Mazilier, pseudonimo di Giulio Mazarini (Marsiglia, 13 marzo 1801 – Parigi, 19 maggio 1868), è stato un ballerino e coreografo francese.
Fu il creatore di molti ruoli principali di balletti classici dell'Ottocento, uno fra tutti il ruolo di James ne La Sylphide, danzata con Maria Taglioni.
Come coreografo viene ricordato per la creazione del balletto La Gypsy (1839) nel quale ballò a fianco di Fanny Elssler in una famosa danza di carattere chiamata Cracovienne. 

## Biografia

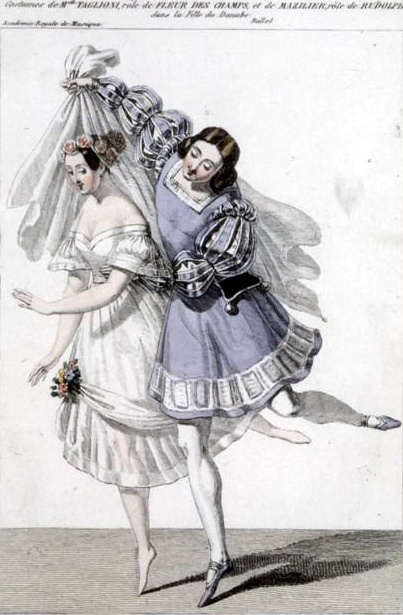
Joseph Mazilier e Maria Taglioni in La fille du Danube 1836

- Danzatore a Lione dal 1818 al 1821.
- Danzatore a Bordeaux dal 1821 al 1822.
- Danzatore al Théâtre de la Porte Saint-Martin a Parigi dal 1822 al 1829.
- Primo ballerino all'Opéra de Paris nel 1830.
- Maître de ballet all'Opéra dal 1839 al 1851.
- Maître de ballet a San Pietroburgo dal 1851 al 1852.
- Maître de ballet dell'Opéra dal 1852 al 1857.
- Danzatore a Lione dal 1857 al 1860.
- Maître de ballet a Lione dal 1862 al 1866.
- Maître de ballet al Théâtre royal de la Monnaie a Bruxelles dal 1866 al 1867.

## Ruoli principali interpretati
- 1832: James, ne La Sylphide di Filippo Taglioni
- 1834: Fernando, ne La tempesta di Jean Coralli
- 1839: Stenio, ne La Gipsy

## Coreografie

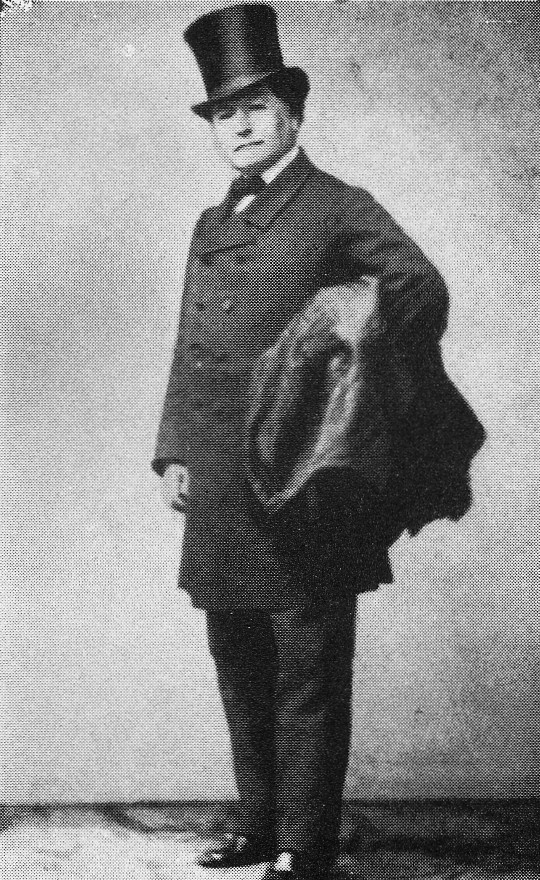
Joseph Mazilier nel 1860

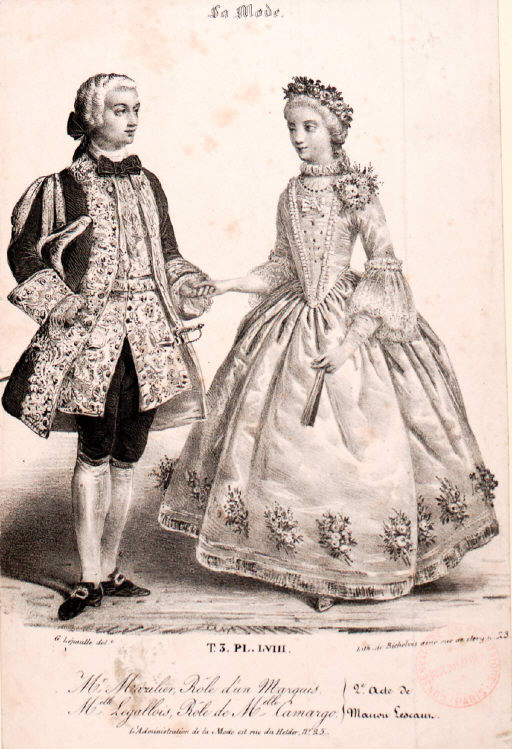
Mazilier e Amélie Legallois in Manon Lescaut 1830

- La Gypsy (Parigi, Opéra, 28 gennaio 1839)
- La Vendetta (Parigi, Opéra, 11 settembre 1839)
- Il Diavolo innamorato (Le Diable amoureux), (Parigi, Opéra, 21 settembre 1840)
- Lady Henriette, ou la Servante de Greenwich (Parigi, Opéra, 22 febbraio 1844)
- Le Diable à quatre (Parigi, Opéra, 11 agosto 1845 - Amburgo)
- Paquita (Parigi, Opéra, 1º aprile 1846) balletto in cui danzarono i migliori ballerini del tempo: Carlotta Grisi, Lucien Petipa e Jean Coralli. In seguito Paquita verrà ampliato e modificato da Marius Petipa
- Betty (Parigi, 10 luglio 1846)
- Griseldis, ou les Cinq sens (Parigi, Opéra, 16 febbraio 1848)
- Vert-vert (Parigi, Opéra, 24 novembre 1851)
- Orfa (Parigi, Opéra, 29 dicembre 1852)
- Aelia et Mysis, ou l'Atellane (Parigi, Opéra, 21 settembre 1853)
- Jovita, ou les Boucaniers (Parigi, Opéra, 11 novembre 1853)
- La Fonti (Parigi, Opéra, 8 gennaio 1855)
- Le Corsaire (Parigi, Opéra, 23 gennaio 1856 – Londra, His Majesty's Theatre, 8 luglio 1856). Cavallo di battaglia di Carolina Rosati
- Les Elfes (Parigi, Opéra, 11 agosto 1856)
- Marco Spada (Parigi, Opéra, 1º aprile 1857)
- Une fête au port (Bruxelles, Théâtre de la Monnaie, 1º marzo 1867)